# 林希逸
林希逸（1193年—1271年），字肅翁，號鬳齋，又號竹溪，福清（今屬福建福州）人。
生于南宋绍熙四年。早年師從陳藻，宋理宗端平二年（1235年）進士及第，为平海军节度推官。淳祐六年（1246年）召爲祕書省正字，淳祐七年，遷樞密院編修官。景定四年，官司农少卿。不久，出京知饒州。終官中書舍人。咸淳七年辛未（1271年）卒。精于易學、老庄、王弼玄学和邵雍象数之学，著有《庄子鬳斋口义》、《老子鬳斋口义》、《列子鬳斋口义》三書，另有《竹溪十一稿》九十卷，已佚。

## 後人
- 林英，即非如一的父親。
- 即非如一，明朝後期東渡日本的僧人。